# 阿末拉查里·莫哈末阿里
丹斯里阿末拉查里·莫哈末阿里（1928年12月10日—2001年5月16日）马来西亚政治人物、巫统党员，曾于1982年至1986年担任雪兰莪州务大臣。他也是马来西亚第四任及第七任首相马哈迪·莫哈末夫人茜蒂哈斯玛的胞弟。
2001年5月16日，阿末拉查里因心脏病在国家心脏中心（IJN）去世，享年73岁。

## 家庭
阿末拉查里的姐姐茜蒂哈斯玛为马来西亚第四任及第七任首相马哈迪·莫哈末的夫人、另一个姐姐为参与多个非政府组织的莎丽哈·莫哈末阿里、胞兄依斯迈莫哈末阿里为马来西亚国家银行第二任总裁、胞弟莫哈末哈欣·莫哈末阿里为马来西亚武装部队第七任总司令。阿末拉查里与两位妻子育有8个孩子。

## 政治生涯
- 1946年，18岁的阿末拉查里加入巫统。
- 1982年5月4日，他被委任为雪兰莪州务大臣。
- 1986年8月14日，卸任雪兰莪州务大臣。

卸任州务大臣后，他曾担任朝圣基金局主席，同时还担任过巫统纪律委员会的成员。阿末拉查里在2001年去世前两个月曾说过：“谁愿意听我说？”（Siapa lah nak dengar cakap saya?），其立场表明不想再就政治问题发表任何评论。

## 事件
1983年1月28日，阿末拉查里和国大党主席三美威鲁在位于雪兰莪的黑风洞主持大宝森节活动时，演讲台突然发生倒塌事故。事故中共有34人受伤，其中阿末拉查里的左手受伤。

## 逝世
2001年5月16日，阿末拉查里因心脏病在国家心脏中心（IJN）去世。首相马哈迪·莫哈末和夫人茜蒂哈斯玛前往他的住所送其最后一程，并在随后与副首相阿都拉·巴达威护送遗体前往墓地。巫统纪律委员会主席东姑阿末礼道丁在死者家中时说，阿末拉查里的去世对巫统是巨大损失，他说：“死者是纪律委员会成员，为国家和党做出了很多贡献。他从不缺席会议。很难在巫统找到像他这样的人。”马六甲首席部长莫哈末阿里鲁斯旦也认为阿末拉查里的死是一个巨大的损失，因为他是一个友善的人物，很容易交谈。
阿末拉查里被安葬于安邦路穆斯林公墓。